# Robert Strübin
Robert Strübin (* 23. Februar 1897 in Basel, Schweiz; † 15. August 1965 ebenda) war ein Schweizer Maler, Grafiker und Musiker. Er ist international vor allem für seine Musik-Bilder bekannt geworden.

## Leben und Werk

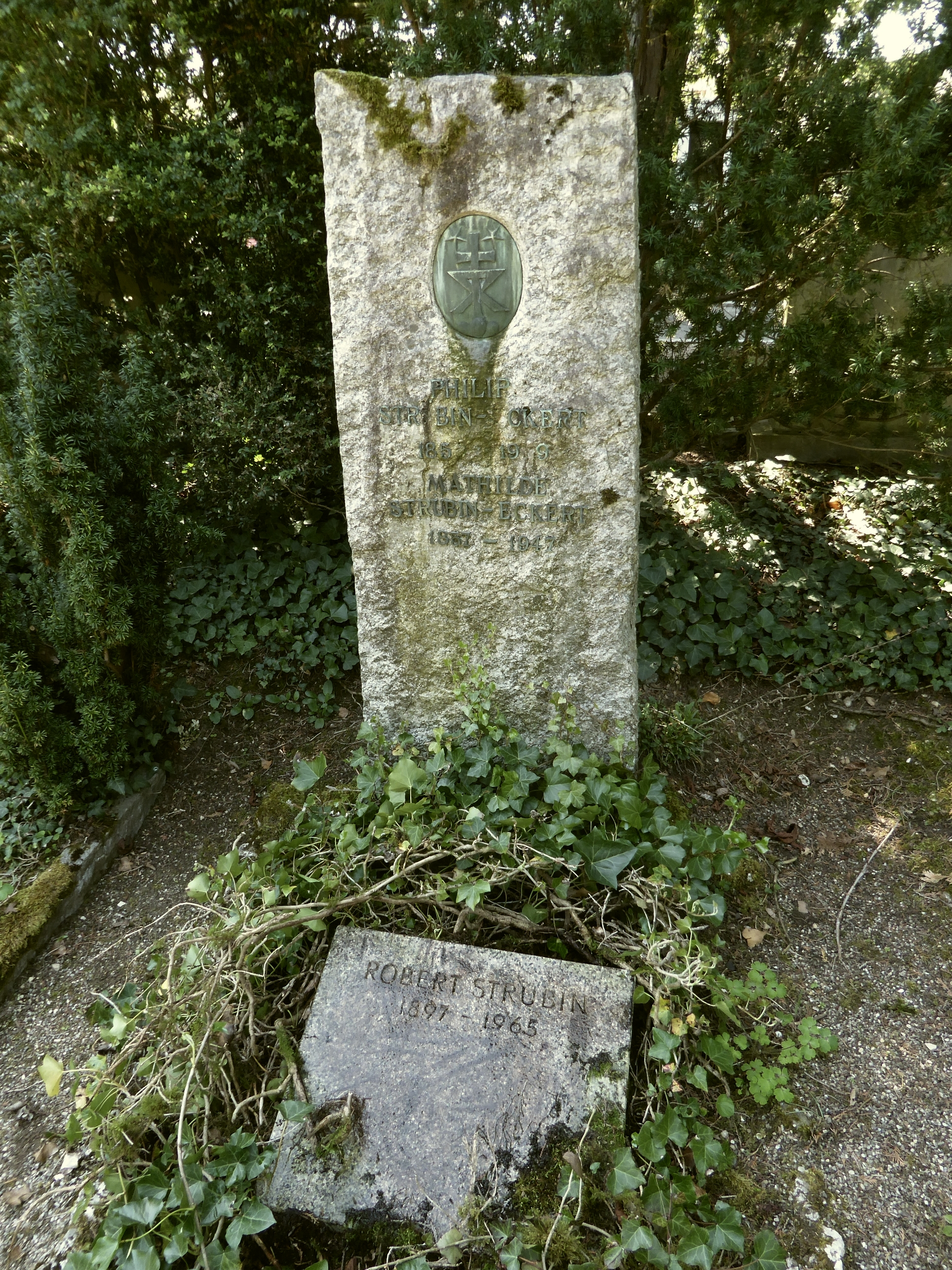
Grab auf dem Wolfgottesacker in Basel.

Robert Strübin war ein Sohn des Philipp Strübin und der Mathilde, geborene Eckert (1857–1947). Von 1905 bis 1915 absolvierte er eine Ausbildung zum Pianisten an der Musikschule in Basel. Er setzte seine musikalische Ausbildung von 1915 bis 1916 am Konservatorium in Lausanne und von 1916 bis 1924 am Konservatorium in Basel fort. Er arbeitete als Klavierlehrer in Basel, Bern und von 1929 bis 1930 in Paris.
Seit dem Jahr 1930 bis zu seinem Tod 1965 wohnte Robert Strübin im Haus seiner Eltern in Basel. Er nahm Zeichenunterricht an der Allgemeinen Gewerbeschule Basel, war als bildende Künstler aber in erster Linie Autodidakt. Im Jahr 1932 entstanden seine ersten grafischen Arbeiten und ab 1934 Architekturzeichnungen. Er schuf Bauwerkliche Kompositionen, erzeugte zeichnerisch optische Täuschungen und zeichnete fantastische Architekturwelten. Ab 1938 zeichnete er kaleidoskopische Rosetten, die er mit Zirkel und Massstab konstruierte und die heute als ein Vorläufer der Op-Art gelten.
Ab 1935 wandte Strübin sich schliesslich der Malerei zu. Im Jahr 1956 musste er aus gesundheitlichen Gründen das Musizieren aufgeben und es entstanden seine ersten Musik-Bilder. Robert Strübin entwickelte für jedes Musik-Bild eine eigene Farb-Ton-Skala, um das darzustellende Musikstück bildnerisch zu übertragen.
Die meisten dieser Bilder hat er mit der genauen Bezeichnung der entsprechenden Musik beschriftet. Er entwickelte für jedes Bild eine spezielle Farbgebung, um die jeweiligen Tonfolgen der bildlich übertragenen Musik in Klangfarben sichtbar zu machen. Zu Beginn der 1960er-Jahre wurden seine Musik-Bilder von jüngeren Künstlern wie Karl Gerstner oder Walter Bodmer entdeckt. 1964 fand seine erste Einzelausstellung in Basel statt. Fünf Jahre nach seinem Tod wurden seine Werke 1970 im Kunstmuseum Luzern ausgestellt. Diese Ausstellung machte seine Kunst sehr bekannt. Seine Bilder wurden unter anderem auch im Stedelijk Museum in Amsterdam gezeigt.
1972 war er mit zwei Musikbildern und drei Rosetten posthum an der Documenta 5 in Kassel in der Abteilung Individuelle Mythologien vertreten. Seine Werke sind unter anderem in den Sammlungen des Kunstmuseums Basel und des Kunstmuseums Luzern vertreten.
Robert Strübin fand seine letzte Ruhestätte auf dem Wolfgottesacker in Basel.